# Мистикон
Мистикон је канадско-америчка анимирана телевизијска серија која се емитовала од 28. августа 2017. до 15. септембра 2018. Емисија је сарадња компанија Нелвана Лимитед, Плејмејтс Тојс и Топс Кампани. Емисију је креирао Шон Хара, који је уједно извршни уредник приче и продуцент. Првобитно је била намењена дечацима али је током процеса развоја фокус усмерен на девојчице узраста од 6 до 11 година. Ендру Кер из Нелване објаснио је 2016. године да су се развијачи емисије сложили да би „у овом тренутку пројекату би било боље ако бисмо имали женске протагонисте“.
У августу 2018. године, Хара је на Твитеру потврдила да Мистикон није обновљен ни за једну епизоду изван почетног налога за производњу од 40 епизода. Последња епизода серије „Доба змајева“, емитована је 15. септембра 2018. у Сједињеним Државама и 23. септембра 2018. у Канади.
Серија стрипова у току (графички романи) и књиге поглавља (оригиналне авантуре) која је у току први пут је објављена 28. августа 2018. Том 2 је објављен 21. маја 2019, а том 3 је уследио крајем 2019. Поглавља књиге приказују десетине оригиналних авантура које се никада нису догодиле у анимираним серијама; сваки од њих представља сваки Мистикон као централни лик; сваки сет у оквиру одређене сезоне телевизијске емисије

## Епизоде
| Сезоне | Сезоне | Епизоде | Оригинално емитовање | Оригинално емитовање |
| Сезоне | Сезоне | Епизоде | Почетак емитовања    | Крај емитовања       |
| ------ | ------ | ------- | -------------------- | -------------------- |
|        | 1      | 20      | 28. август 2017.     | 10. фебруар 2018.    |
|        | 2      | 20      | 17. фебруар 2018.    | 15. септембар 2018.  |

## Улоге
| Име лика     | Име глумца  |
| ------------ | ----------- |
| Аркајна      | Алисон Корт |
| Пипер        | Ана Сани    |
| Емералд      | Евани Росен |
| Зарија       | Ники Берк   |
| Уводна шпица | Мелани Даун |